# Fédération libre des travailleurs (Porto Rico)
La Fédération libre des travailleurs ((es) : Federación Libre de Trabajadores , FLT ) était une fédération syndicale à Porto Rico. Elle a été fondée en 1899 et initialement dirigé par Santiago Iglesias Pantín. Son bras politique est devenu le Parti socialiste, fondé en 1915.
Elle s'affilie à la Fédération américaine du travail en octobre 1901, et comme cette dernière défend une approche de plus en plus conservatrice du syndicalisme. Cela a conduit à la création de la Confédération générale des travailleurs (CGT) dans les années 1930 . La FLT et la CGT ont ensuite fusionné pour former la Fédération de Puerto Rico du Travail.